# 林神星
林神星（87 Sylvia），直徑280千米，由諾曼·羅伯特·普森於1866年5月16日發現。它亦是第一顆被發現擁有超過一顆衛星的小行星。

## 命名
早期發現的小行星大多冠以女性化的名字，雷亞·西爾維亞為羅馬神話中一個住在森林中的半人半神，她兩個兒子後來創建了羅馬。中文譯作林神星。普森從約翰·赫歇爾提供給他的名字清單中選了這個名字。

## 發現
由诺曼·罗伯特·普森于1866年5月16日发现。

## 特徵
林神星最特別的地方，在於它擁有兩顆小衛星。第一顆衛星林衛一（(87) Sylvia I Romulus）於2001年發現，直徑約18千米，以87.6小時為週期繞林神星公轉。第二顆衛星林衛二（(87) Sylvia II Remus）於2005年3月由柏克萊加州大學的Franck Marchis、巴黎天文台的Pascal Deschamp、Daniel Hestroffer及Jerome Berthier利用歐洲南方天文台的Yepun望遠鏡拍攝得到，它的直徑只有7千米，公轉週期只有33小時。
巧合的是，由於傳說中西爾維亞有兩個兒子，因此這兩顆衛星便被命名為瑞摩斯（Remus）及羅穆盧斯（Romulus），即羅馬的創建者。
天文學家利用兩顆衛星來計算林神星的密度，發現林神星的密度只有1.2克／立方厘米。只此它有可能只是碎石堆成、內部空隙甚多的小行星。這種小行星多為碰撞後的碎片重新因引力聚合而成，兩顆細小衛星也是其中的碎片。
| 前一小行星： (86)化女星 | 小行星列表 | 後一小行星： (88)盡女星 |